# Ethan Cardwell
Ethan Cardwell, född 30 augusti 2002, är en kanadensisk-amerikansk professionell ishockeyback som är kontrakterad till San Jose Sharks i National Hockey League (NHL) och spelar för San Jose Barracuda i American Hockey League (AHL).
Han har tidigare spelat för Surahammars IF i Hockeyettan och Saginaw Spirit och Barrie Colts i Ontario Hockey League (OHL).
Cardwell draftades av San Jose Sharks i fjärde rundan i 2021 års draft som 121:a spelare totalt.
Han är barnbarn till Steve Cardwell.

## Statistik
| 2016–2017  | Clarington Toros     | ETA         | 1   | 0  | 0   | 0   | 0  | —  | —  | — | —  | —  |
| 2017–2018  | Clarington Toros     | ETA         | 35  | 30 | 24  | 54  | 32 | 10 | 5  | 7 | 12 | 4  |
|            | Wellington Dukes     | OJHL        | 2   | 0  | 0   | 0   | 0  | 3  | 0  | 0 | 0  | 0  |
| 2018–2019  | Trenton Golden Hawks | OJHL        | 27  | 5  | 12  | 17  | 20 | —  | —  | — | —  | —  |
|            | Pickering Panthers   | OJHL        | 14  | 4  | 7   | 11  | 2  | —  | —  | — | —  | —  |
|            | Saginaw Spirit       | OHL         | 15  | 5  | 0   | 5   | 2  | 5  | 1  | 0 | 1  | 0  |
| 2019–2020  | Saginaw Spirit       | OHL         | 37  | 12 | 9   | 21  | 21 | —  | —  | — | —  | —  |
|            | Barrie Colts         | OHL         | 26  | 11 | 15  | 26  | 20 | —  | —  | — | —  | —  |
| 2020–2021  | Surahammars IF       | Hockeyettan | 18  | 9  | 18  | 27  | 22 | —  | —  | — | —  | —  |
| 2021–2022  | Barrie Colts         | OHL         | 49  | 23 | 35  | 58  | 28 | 6  | 4  | 2 | 6  | 7  |
| 2022–2023  | Barrie Colts         | OHL         | 62  | 43 | 47  | 90  | 21 | 12 | 6  | 5 | 11 | 12 |
| 2023–2024  | San Jose Barracuda   | AHL         | 71  | 23 | 20  | 43  | 52 | —  | —  | — | —  | —  |
| 2024–2025  | San Jose Sharks      | NHL         | 1   | 0  | 0   | 0   | 0  | —  | —  | — | —  | —  |
|            | San Jose Barracuda   | AHL         | 6   | 1  | 4   | 5   | 0  | —  | —  | — | —  | —  |
| NHL totalt | NHL totalt           | NHL totalt  | 1   | 0  | 0   | 0   | 0  | —  | —  | — | —  | —  |
| AHL totalt | AHL totalt           | AHL totalt  | 77  | 24 | 24  | 48  | 52 | —  | —  | — | —  | —  |
| OHL totalt | OHL totalt           | OHL totalt  | 189 | 94 | 106 | 200 | 92 | 23 | 11 | 7 | 18 | 19 |